# Ravelsbach
Ravelsbach är en ort och kommun  i Österrike. Den ligger i distriktet Hollabrunn i förbundslandet Niederösterreich, 50 km nordväst om huvudstaden Wien. 
Kommunen består av sju orter (Ortschaften) (inom parentes invånarantal 1 januari 2024):

- Baierdorf (83)
- Gaindorf (278)
- Minichhofen (110)
- Oberravelsbach (121)
- Parisdorf (126)
- Pfaffstetten (235)
- Ravelsbach (701)